# Hermann Schubnell
Hermann Schubnell (* 24. August 1910 in Freiburg i. Br.; † 1996) war ein deutscher Statistiker und Bevölkerungswissenschaftler.

## Leben und Wirken
Nach seiner Reifeprüfung an der Oberhandelsschule in Freiburg/Br. arbeitete Hermann Schubnell zunächst von 1930 bis 1933 als Stenograph und Berichterstatter bei Wolffs Telegraphischem Bureau und zwar einer Zweigstelle dieser Nachrichtenagentur in Freiburg. Im Wintersemester 1933/34 begann er an der Universität Freiburg das Studium der Volkswirtschaftslehre und setzte es ab dem Wintersemester 1935/36 fort, unterbrochen vom Militärdienst und einer Tätigkeit beim Land- und Siedlerdienst in Ostpreußen. 1937 bestand er die Prüfung zum Diplom-Volkswirt und 1939 promovierte er in Freiburg bei Bernhard Pfister. Durch das Thema seiner Dissertation ("Der Kinderreichtum bei Bauern und Arbeitern"), für die er Material beim Badischen Statistischen Landesamt in Karlsruhe gesammelt hatte, kam er in engere Verbindung mit dem Fach Bevölkerungswissenschaft (Demographie).
Während des Zweiten Weltkriegs war Schubnell als Soldat im Fronteinsatz und wurde schwer verwundet. In den Jahren von 1942 bis 1945 weitete er seine Studien an der Universität Wien und der Universität Freiburg auf die Fächer Soziologie, Psychologie und Philosophie aus. Von 1946 bis 1956 arbeitete er dann als Abteilungsleiter bei Statistischen Landesamt Baden in Freiburg, anschließend beim Statistischen Bundesamt, wo er von 1963 bis 1974 Abteilungsleiter war. Besonders wirksam wurde seine Tätigkeit beim Statistischen Bundesamt bei der Durchführung der Volkszählungen von 1961 und 1970 und der Fortentwicklung des Mikrozensus.
1952/53 war Schubnell Gründungsmitglied der Deutschen Gesellschaft für Bevölkerungswissenschaft.
Auf bevölkerungswissenschaftlichem Gebiet engagierte sich Schubnell zudem bei der 1973 erfolgten Gründung des Bundesinstituts für Bevölkerungsforschung (1973/74 kommissarische Leitung und 2. Direktor). Er arbeitete in verschiedenen Gremien der nationalen und internationalen Bevölkerungswissenschaft mit und versah einen Lehrauftrag zunächst an der Universität Freiburg. 1975 wurde er von der Universität Mainz zum Honorarprofessor ernannt, 1981 auch von der Universität Gießen.
Bereits 1950 veröffentlichte er mit Roderich von Ungern-Sternberg einen umfangreichen Grundriss der Bevölkerungswissenschaft.

## Veröffentlichungen (Auswahl)
- Der Kinderreichtum bei Bauern und Arbeitern. Untersuchungen aus Schwarzwald und Rheinebene (= Veröffentlichungen des Alemannischen Instituts, Bd. 10). Albert, Freiburg 1941 (= Dissertation Universität Freiburg/Br.).
- (mit Roderich von Ungern-Sternberg): Grundriss der Bevölkerungswissenschaft. Demographie. Piscator-Verlag, Stuttgart 1950.
- Der Beitrag der Bevölkerungsstatistik zur Untersuchung der Zusammenhänge zwischen Bevölkerung und Wirtschaft. In: Allgemeines statistisches Archiv, Bd. 39 (1955), S. 281–304.
- Die Entwicklung der Demographie in Deutschland, ihr gegenwärtiger Stand und ihre Aufgaben. In: Studium Generale, Bd. 12 (1959), S. 255–273.
- Die Auswirkungen der Bevölkerungsentwicklung auf die Familie. In: Zeitschrift für Sozialreform, Bd. 10 (1964), S. 577–594.
- Die Entwicklung unserer Bevölkerung. In: ders. u. Hans-Joachim Netzer (Hrsg.): Die Gesellschaft der nächsten Generation. Beck, München 1966, S. 11–75.
- Die Aufgaben der Bevölkerungsstatistik bei der Beobachtung gesellschaftlicher Prozesse. In: Allgemeines statistisches Archiv, Bd. 51 (1967), S. 227–243.
- Probleme der Weltbevölkerung. In: Allgemeines statistisches Archiv, Bd. 52 (1968), S. 27–43.
- (mit Lothar Herberger; Wilfried Linke): Microcensus sample surveys (= Studies on statistics, Bd. 23). Kohlhammer, Stuttgart 1969.
- Der Geburtenrückgang in der Bundesrepublik Deutschland. Die Entwicklung der Erwerbstätigkeit von Frauen und Müttern (= Schriftenreihe des Bundesministers für Jugend, Familie und Gesundheit, Bd. 6). Kohlhammer, Stuttgart 1973, ISBN 3-17-001428-5.
- Gesetzgebung und Fruchtbarkeit (= Schriftenreihe des Bundesinstituts für Bevölkerungswissenschaft, Bd. 2). Deutsche Verlags-Anstalt, Stuttgart 1975, ISBN 3-421-02461-8.
- Ist die Erde übervölkert? In: Swiss journal of economics and statistics, Bd. 111 (1975), S. 409–434.
- (mit Hans-Joachim Borries): Was kann die amtliche Statistik zu familiensoziologischen Untersuchungen beitragen? In: Kölner Zeitschrift für Soziologie und Sozialpsychologie, Bd. 27 (1975), S. 327–365.
- Sterben die Europäer aus? In: Lutz Franke (Hrsg.): Keine Kinder – keine Zukunft? Zum Stand der Bevölkerungsforschung in Europa. 2. Aufl. Boldt, Boppard 1978, S. 9–18, ISBN 3-7646-1710-1.
- (mit Harald Fischer u. Christian Graf von Krockow): China – das neue Selbstbewußtsein. Gesellschaft, Erziehung, Bevölkerung. Piper, München 1978, ISBN 3-492-02313-4.
- Zum Stand der Bevölkerungsentwicklung und ihrer Beurteilung. In: Rainer Silkenbeumer (Hrsg.): Geburtenrückgang – Risiko oder Chance? Fackelträger Verlag, Hannover 1979, S. 20–51, ISBN 3-7716-2300-6.
- (Hrsg.): Alte und neue Themen der Bevölkerungswissenschaft. Festschrift für Hans Harmsen. Boldt, Boppard 1981, ISBN 3-7646-1804-3.
- Die demographische Situation in Entwicklungsländern. Fakten, Trends, demographische Ursachen und Auswirkungen. In: Karl W. Deutsch (Hrsg.): Dritte Welt – ganze Welt? Das Bevölkerungswachstum bedroht die Menschheit. Verlag Bonn Aktuell, Stuttgart 1982, S. 15–46, ISBN 3-87959-183-0.
- (mit Charlotte Höhn): Bevölkerungspolitische Maßnahmen und ihre Wirksamkeit in ausgewählten europäischen Industrieländern. In: Zeitschrift für Bevölkerungswissenschaft, Bd. 12 (1986), S. 3–51.
- Die Bevölkerungsentwicklung in der Volksrepublik China. Niedersächsische Landeszentrale für Politische Bildung (= Neue Weltmacht China, Bd. 10). Hannover 1987.
- Die Bevölkerungsentwicklung in den am wenigsten entwickelten Ländern. In: Zeitschrift für Bevölkerungswissenschaft, Bd. 15 (1989), S. 115–132.
- "Seid fruchtbar und mehret euch ...". Der Einfluß von religiösen Leitbildern und Traditionen (= Funkkolleg Humanökologie). Beltz, Weinheim 1991.

Festschrift
- Sabine Rupp/Karl Schwarz (Hrsg.): Beiträge aus der bevölkerungswissenschaftlichen Forschung. Festschrift für Hermann Schubnell (= Schriftenreihe des Bundesinstituts für Bevölkerungsforschung, Bd. 11). Boldt, Boppard 1983, ISBN 3-7646-1797-7.